# Grażyna Firlit-Fesnak
Grażyna Firlit-Fesnak (ur. 1954) – polska politolożka, specjalistka w zakresie polityki społecznej, profesor nauk społecznych, wykładowczyni na Wydziale Nauk Politycznych i Studiów Międzynarodowych Uniwersytetu Warszawskiego.

## Kariera naukowa
29 kwietnia 1981 r. została doktorem nauk humanistycznych w dyscyplinie nauk o polityce na podstawie pracy obronionej na ówczesnym Wydziale Dziennikarstwa i Nauk Politycznych UW. 28 czerwca 2006 r. uzyskała na tym samym wydziale habilitację w dziedzinie nauk humanistycznych w dyscyplinie nauk o polityce na podstawie dorobku naukowego oraz pracy Wspólnotowa polityka na rzecz równości kobiet i mężczyzn. Ewolucja celów i instrumentów działania. 23 września 2017 r. został jej nadany tytuł naukowy profesora nauk społecznych.
W latach 1994–2006 była wicedyrektorką, a następnie w latach 2007–2008 dyrektorką Instytutu Polityki Społecznej UW (IPS UW). W latach 2009–2019 kierowała działającym w ramach instytutu Zakładem Migracji i Stosunków Etnicznych. Od 1993 do 1996 zasiadała w Radzie ds. Polityki Społecznej przy Prezydencie RP. W latach 2011–2018 wchodziła w skład Komitetu Badań nad Migracjami Polskiej Akademii Nauk. W latach 1991–2011 koordynowała współpracę IPS UW z uczelniami niemieckimi. W 2005 niemiecki federalny minister edukacji i nauki przyznał jej nagrodę za wybitne osiągnięcia w dziedzinie kooperacji polskich i niemieckich szkół wyższych.
Po reorganizacji wydziału z 2019 r., w ramach której dotychczasowe instytuty zostały zastąpione katedrami, znalazła się w zespole Katedry Polityki Społecznej i Ubezpieczeń. Wypromowała dwoje doktorów.